# Tancredi Sicilski
Tancredi Sicilski ali Tancredi Hauteville (tudi Tancredi d'Altavilla [Tankrèdi daltavìla]), sicilski kralj (1189-1194) in grof mesta Lecce (1149-1154 in 1169-1194), * 1138, Lecce (danes Italija), † 20. februar 1194.

## Življenje
Tancredi je bil nezakonski sin Rogerija, enega od sinov Rogerija II. Sicilskega. Čeprav je bil splošno sprejet kot vnuk Rogerija II., je njegovo nezakonsko rojstvo oviralo vključitev v nasledstvo. V mladosti je moral celo bežati pred stricem Viljemom I. (sinom in naslednikom Rogerija II.), ki je v njem videl nevarnega tekmeca za oblast. Šele po njegovi smrti se je vrnil na Sicilijo, sporazumno z bratrancem, kraljem Viljemom II. Vendar je tudi tega kralja doletela prezgodnja smrt in normanski veljaki so postavili za kralja prav Tancredija. To imenovanje je bilo v nasprotstvu z določbami pokojnega Viljema II., ki je izrecno odredil, da gre Kraljevina Sicilija v last Henriku VI., v kolikor soprogu Konstance Altavilla, sestre Rogerija I. Tancredi je moral braniti prestol tudi pred angleškim kraljem Rihardom Levjesrčnim, čigar sestra je bila soproga Viljema II., vendar je bila zadeva urejena s povrnitvijo dote vdovi, ker nista imela otrok. S Henrikom se ni dalo priti do sporazuma, zato je Tancredi ponudil vazalstvo papežu Celestinu III., ki prav tako ni želel biti obkrožen z morebitno koalicijo Švabov in Normanov. 
Tancredi je umrl pred definicijo spora s Henrikom, kar je slednjemu odprlo pot do Sicilije, saj je Tancredijev sin in naslednik imel le devet let.